# Pholidocarpus macrocarpus
Espèce
Statut de conservation UICN

 VU B1+2c : Vulnérable
Pholidocarpus macrocarpus est une espèce de plantes de la famille des Arecaceae (palmiers).

## Publication originale
- Malesia Raccolta ... 3: 92. 1886.